# زابیواکا (برنامه تلویزیونی)
زابیواکا برنامه تلویزیونی گفتگو محور ویژه جام جهانی ۲۰۱۸ بود که از تلویزیون اینترنتی آیو اسپرت پخش شد. این برنامه با اجرای آزاده صمدی شروع شد که به دلایلی از ادامهٔ اجرا حذف شد. زابیواکا دَر ادامه توسط مجید یاسر و علی انصاریان اجرا شد که با حواشی زیادی روبرو بوده‌است. اسم این برنامه، برگرفته از «زابیواکا»، (روسی: Забива́ка) شانس‌بیار رسمی جام جهانی فوتبال ۲۰۱۸ است.

## پیشینه
برنامه زابیواکا در سال ۱۳۹۷ برای پوشش جام جهانی فوتبال ۲۰۱۸ بنیان‌گذاری شد. اولین قسمت برنامهٔ زابیواکا در تاریخ ۲۳ خرداد ۱۳۹۷ پخش شد. ۲۳ تیر ۱۳۹۷ آخرین قسمت پخش این برنامه بود.

## ویژگی‌ها

### پخش
برنامه زابیواکا به مدت ۱ ماه هر روز روی آنتن می‌رفت.

### اجرا
این برنامه با اجرای آزاده صمدی شروع شد که به دلایلی از ادامهٔ اجرا حذف شد. در ادامه علی انصاریان و مجید یاسر اجرای برنامه را برعهده گرفتند.

## درون‌مایه

### روند برنامه
برنامه زابیواکا هر روز به پخش، پوشش، مرور و تحلیل جام جهانی فوتبال ۲۰۱۸ و رویدادهای مرتبط به آن به همراه بخش‌های گفتگو محور و سرگرمی می‌پرداخت. به‌طور معمول، این برنامه بازی‌های جام جهانی فوتبال ۲۰۱۸ را پخش می‌کرد، اخبار آن را پوشش می‌داد و به تحلیل مسائل مربوط به بازی‌ها با حضور مهمانان و بررسی حواشی جام جهانی ۲۰۱۸ می‌پرداخت.

### بخش‌های برنامه
- پخش بازی‌ها:

در این برنامه بازی‌های جام جهانی ۲۰۱۸ پخش می‌شد.
- آیتم‌ها:

هر روز در این بخش، آیتم‌هایی از تیم‌ها، بازیکنان و مربیان جام جهانی و مسائل مربوط به آن پخش می‌شد.
- میهمان:

در هر قسمت از برنامه میهمانانی که برخی از آنان خارجی بودند به برنامه دعوت می‌شدند و دربارهٔ مسایل مختلف با مجری به گفتگو می‌نشستند.
- اخبار جام جهانی:

خلاصهٔ مهم‌ترین اخبار مربوط به جام جهانی ۲۰۱۸ در این بخش پخش می‌شد.

## حواشی
حواشی اصلی برنامه مربوط به علی انصاریان است که در بخشی از برنامه به نام «سخن بزرگان» با خواندن اشعاری از ترانه‌های خوانندگان ممنوع‌التصویر و به اصطلاح «لس آنجلسی»، همواره حواشی زیادی ایجاد کرده‌است که گفته می‌شود این عملکرد او در ده روز اجرا باعث دریافت ۱۴۰ تذکر از سمت سازمان صداو سیما شده‌است. یکی از این خواننده‌ها شهرام شب‌پره بود که شوخی انصاریان با یکی از ترانه‌هایش موجب اعتراض و واکنش از سوی او شد.
یکی از قسمت‌های ماجرا ساز این برنامه نام بردن مهمان خارجی برنامه از گوگوش به عنوان خواننده مورد علاقه‌اش بود. واکنش مجریان برنامه علی انصاریان و مجید یاسر به این اتفاق باعث شد تا کلیپ‌های این قسمت از برنامه از پربازدیدترین کلیپ‌های صفحات مجازی باشد.
این ماجرا تا جایی پیش رفت که شایعاتی در مورد ممنوع‌التصویر شدن هر دو مجری در فضای مجازی منتشر شد که با حضور مجدد آنها در برنامه تکذیب شد.
سینا ولی‌الله در توئیتی از این برنامه، به عنوان یک «برنامه زرد» یاد کرد که با واکنش تهیه‌کننده برنامه مواجه شد و اظهارات ولی‌الله را اشتباه و بی‌پایه دانست.

## توقیف برنامه توسط صداوسیما
اولین مرتبه توقیف این برنامه زمانی اتفاق افتاد که آزاده صمدی مجری اصلی برنامه پس از اجرای قسمت اول برنامه، در حال اجرای قسمت دوم بود که برنامه توسط صداوسیما توقیف شد. علی‌رغم اینکه صداوسیما مخالفتی با اجرای برنامه توسط مجری زن نداشت، صمدی حذف و برنامه به مدت دو روز توقیف شد تا با معرفی دو مجری جدید یعنی علی انصاریان و مجید یاسر، پخش این برنامه از سر گرفته شود.
صدا و سیما در پاسخ به علت حذف صمدی اظهار کرد:
این ابزار اشتباه استفاده ابزاری از زن هاست و دلیلی ندارد که یک زن اجرای برنامه ورزشی مردانه را بر عهده داشته باشد!
این برنامه از تاریخ ۱۹ تیر ماه تا ۲۳ تیرماه ۱۳۹۷ توسط صداوسیما توقیف شده بود. زابیواکا که ویژه‌برنامه جام‌جهانی ۲۰۱۸ بود، در روز فینال و پایانی جام‌جهانی ۲۰۱۸ که قرار بود قسمت پایانی این برنامه پخش شود، توقیف و پخش نشد.